# I'm So Tired
«I'm So Tired» (de l'anglès, "Estic molt cansat") és una cançó del grup britànic de rock The Beatles, composta i escrita per John Lennon, però acreditada a Lennon/McCartney, publicada a l'àlbum doble de 1968 The Beatles, sent la desena cançó del mateix, amb una duració de 2 minuts i 3 segons. La revista Rolling Stone la va col·locar a la posició 83 de la seva llista "Les cançons més grans de The Beatles".

## Composició
Lennon va escriure la cançó durant el seu viatge al campament de Maharishi Mahesh Yogi de meditació transcendental a Rishikesh, Índia, després de tres setmanes de meditació constant i trobant a faltar a la qual seria la seva futura esposa, Yoko Ono, una nit que no podia dormir.
El fet de no poder dormir contrasta amb la cançó «I'm Only Sleeping» ("Només Estic Dormint"), també escrita per Lennon i publicada a l'àlbum del grup del 1966 Revolver.

## Gravació
Els Beatles van gravar la cançó el 8 d'octubre del 1968 als estudis Abbey Road, i va ser completada, incloent totes les pistes extres, en aquesta mateixa sessió. També llavors es va completar la cançó de Lennon «The Continuing Story of Bungalow Bill».

## Personal
- John Lennon: Veu, guitarra rítmica (Epiphone Casino), guitarra acústica (Gibson J-160i), orgue (Hammond RT-3).
- Paul McCartney: Baix (Rickenbacker 4001s), piano elèctric (Hohner Pianet C), cors.
- George Harrison: Guitarra principal (Fender Stratocaster "Rocky").
- Ringo Starr: Bateria (Ludwig Super Classic).

segons Beatles Music Story